# アルトピアーノ・デッラ・ヴィゴラーナ
アルトピアーノ・デッラ・ヴィゴラーナ（イタリア語: Altopiano della Vigolana）は、イタリア共和国トレンティーノ＝アルト・アディジェ州トレント自治県にある、人口約5,100人の基礎自治体（コムーネ）。
2016年1月1日にボゼンティーノ、チェンタ・サン・ニコロ、ヴァッターロとヴィゴーロ・ヴァッターロが合併して発足した。

## 地理

### 位置・広がり

#### 隣接コムーネ
隣接するコムーネは以下の通り。
- ベゼネッロ
- カルチェラーニカ・アル・ラーゴ
- カルドナッツォ
- フォルガリーア
- ペルジーネ・ヴァルスガーナ
- トレント

## 行政

### 分離集落
アルトピアーノ・デッラ・ヴィゴラーナには、以下の分離集落（フラツィオーネ）がある。
- Bosentino, Campregheri, Centa San Nicolò, Frisanchi, Migazzone, Pian dei Pradi, Valle, Vattaro, Vigolo Vattaro (sede comunale)